# Siglo XVI

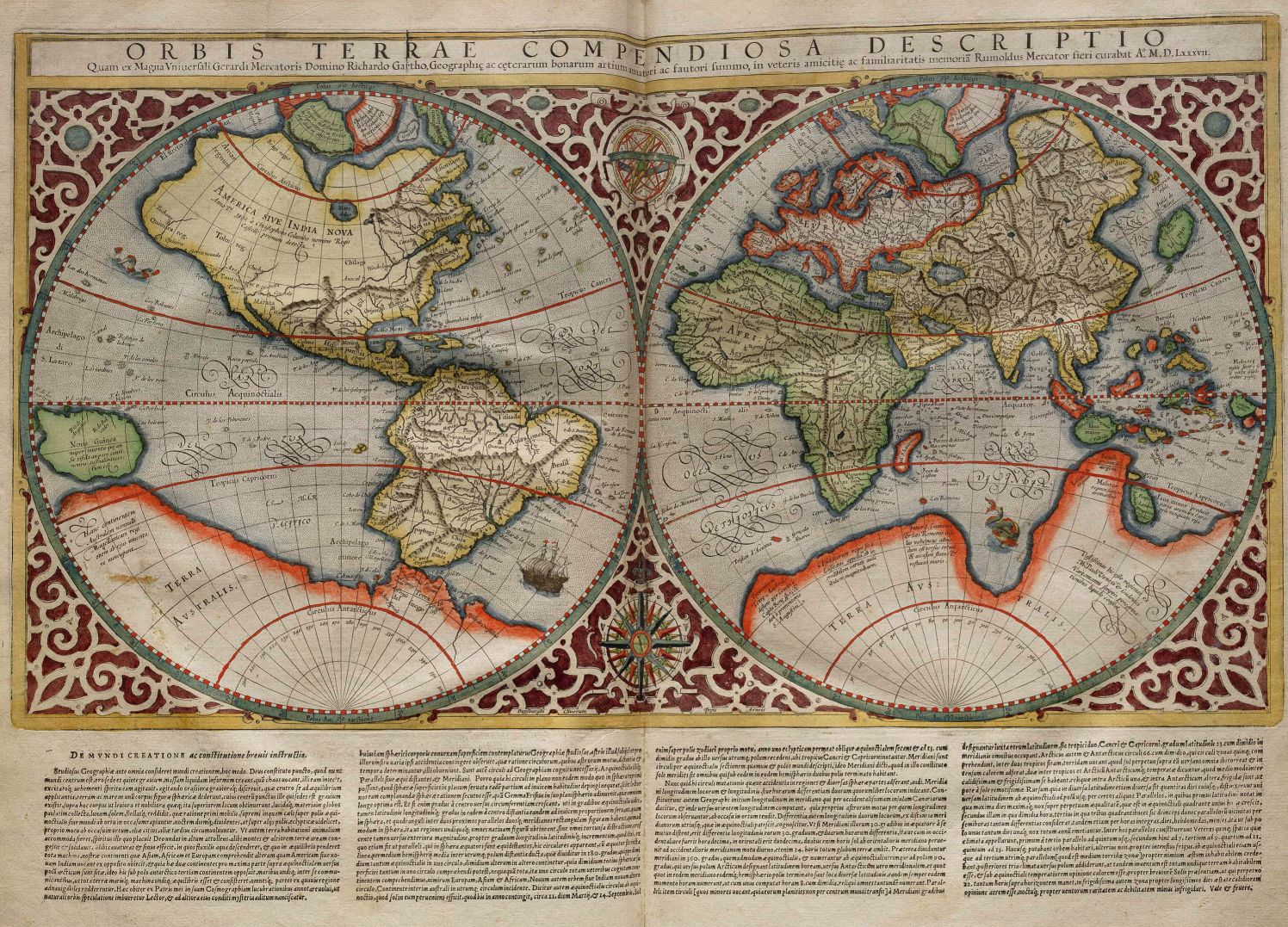
Este mapa mundial del italiano Amerigo Vespucci y el belga Gerardus Mercator, además de los continentes Europa, África y Asia, muestra el América como America sive India Nova, Nueva Guinea y otras islas del Sudeste Asiático, así como un hipotético continente antártico y una aún no determinada Terra Australis.

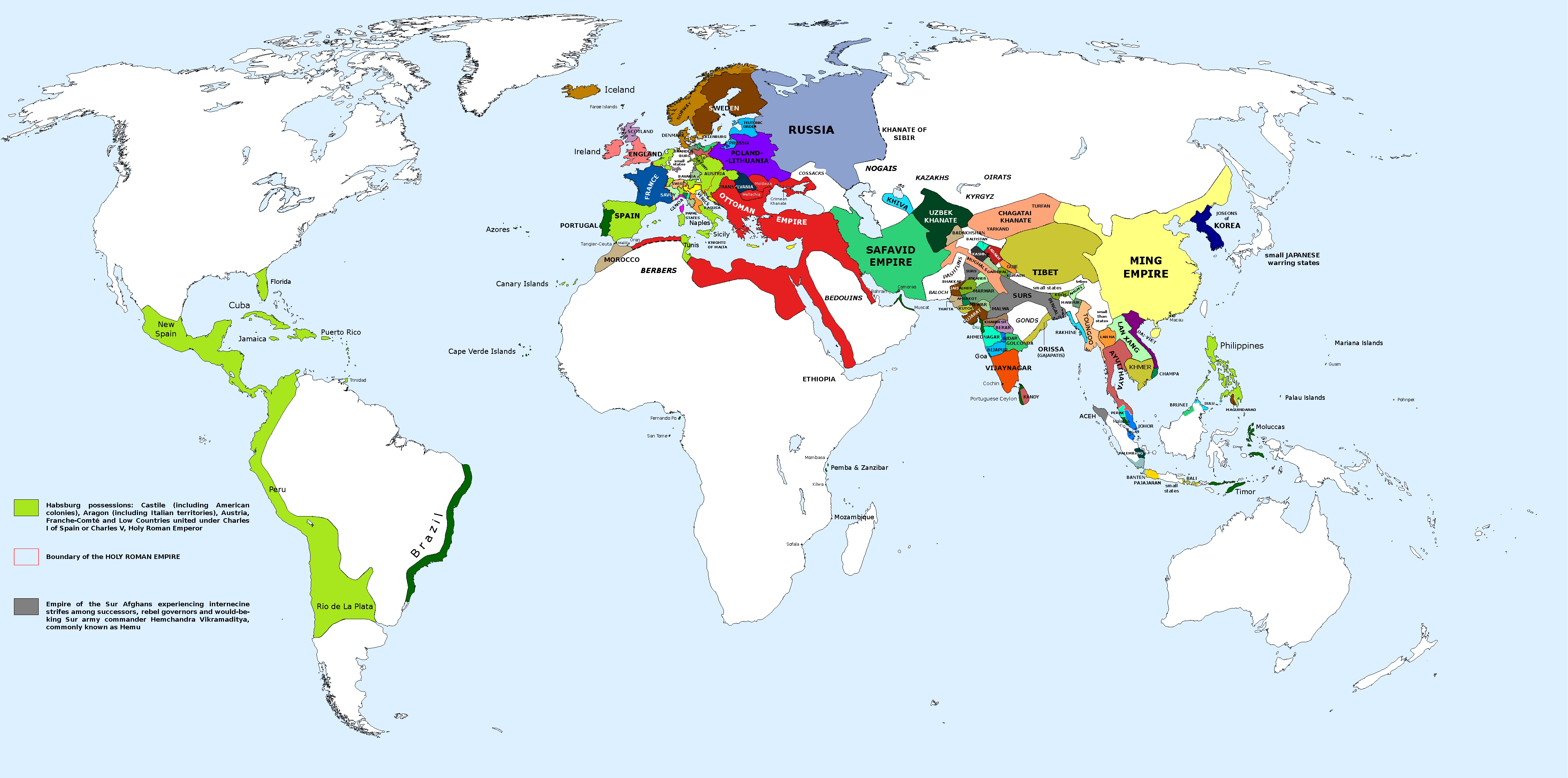
Mapa del mundo de mediados del.

El siglo XVI d. C. (siglo dieciséis después de Cristo) o siglo XVI e. c. (siglo dieciséis de la era común) comenzó el 1 de enero de 1501 y terminó el 31 de diciembre de 1600. Es llamado el «Siglo de los Descubrimientos». Tras la llegada a América de Cristóbal Colón y cuya expedición fue pagada por España. Comenzó en el año juliano de 1501 y finalizó, tanto en el calendario juliano como en el calendario gregoriano, en el año de 1600 (dependiendo del cómputo utilizado; el calendario gregoriano introdujo un lapso de 10 días en octubre de 1582).
Vio a España y Portugal explorar el denominado Nuevo Mundo. Con la conquista y sometimiento de los imperios mexica, muisca, maya e inca, el Imperio español extendió sus dominios desde la actual California hasta el río Biobío en Chile, siendo el imperio global más extenso durante 300 años. En general, el siglo XVI fue un período de auge económico para Europa.
España se erigió como la superpotencia de este siglo y reunió un imperio gigantesco, con posesiones por todo el mundo. Alcanzó su apogeo al incorporar el Imperio portugués. Dominó extensísimos territorios americanos, desde los actuales Estados Unidos hasta la zona de Chile y Argentina, posesiones alrededor de África, numerosas colonias en Asia fruto de la conquista de Portugal. Además de media Italia, los Países Bajos, la Borgoña, etc.

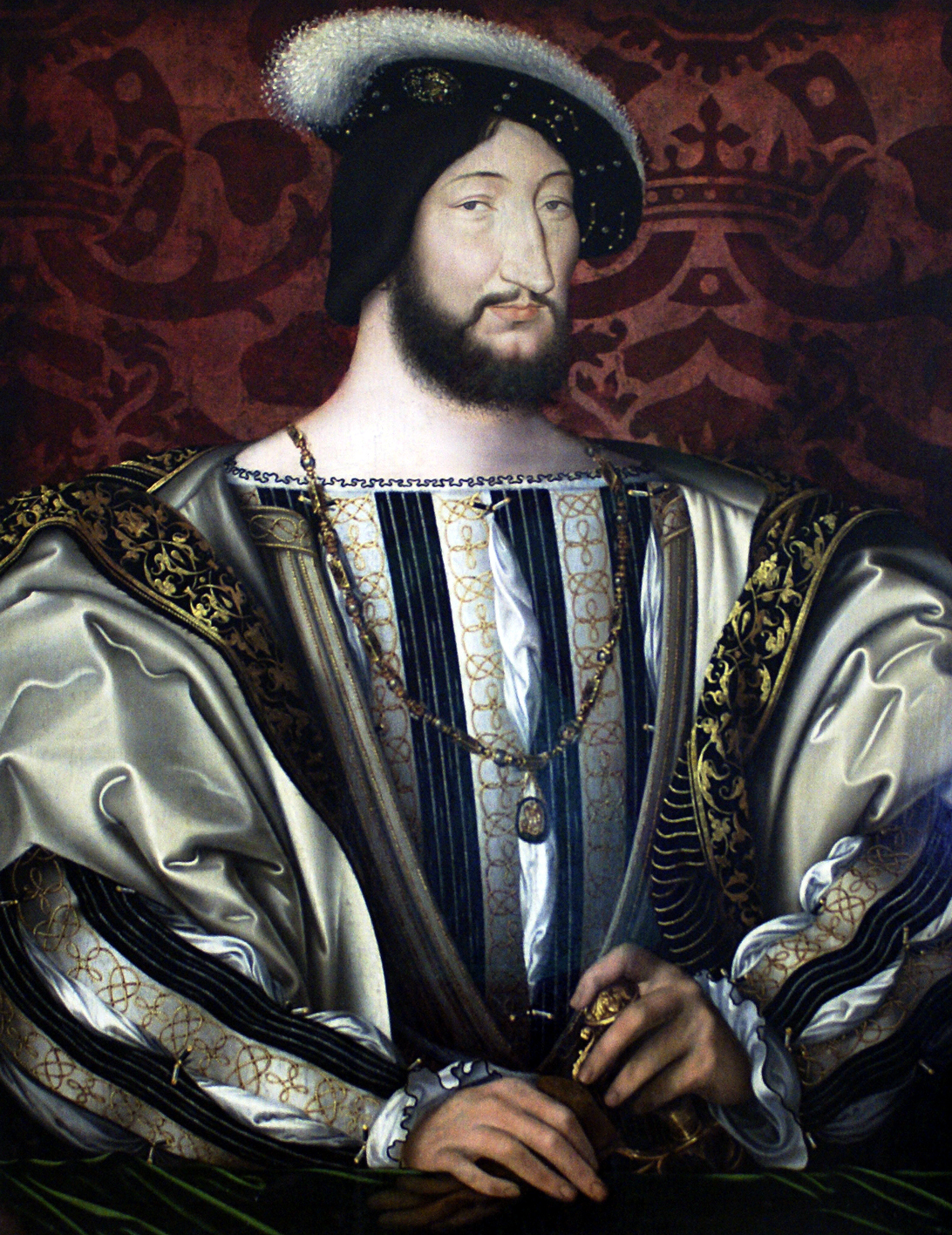
Francisco I de Francia

A raíz del descubrimiento de América a finales del siglo XV, el siglo XVI prosiguió con las grandes exploraciones, principalmente españolas y portuguesas, por el Nuevo Mundo, el Pacífico, Asia, etc. España completó la primera vuelta al mundo de la historia. La economía se globalizó, creándose un primitivo capitalismo.
En Europa, las reformas protestantes discutían la autoridad del papado y de la Iglesia católica. En Inglaterra, el autoritario Enrique VIII separó la autoridad papal de su reino, y se estableció como cabeza de la Iglesia anglicana para poder divorciarse. Estas guerras religiosas provocaron más adelante, en el siglo XVII, la guerra de los Treinta Años, que acabó con la supremacía de la Casa de Habsburgo en Europa. Mientras tanto, en Oriente Próximo, el Imperio otomano bajo Suleimán el Magnífico seguía avanzando hacia el corazón de Europa tras la conquista del Imperio Bizantino.

### 1500

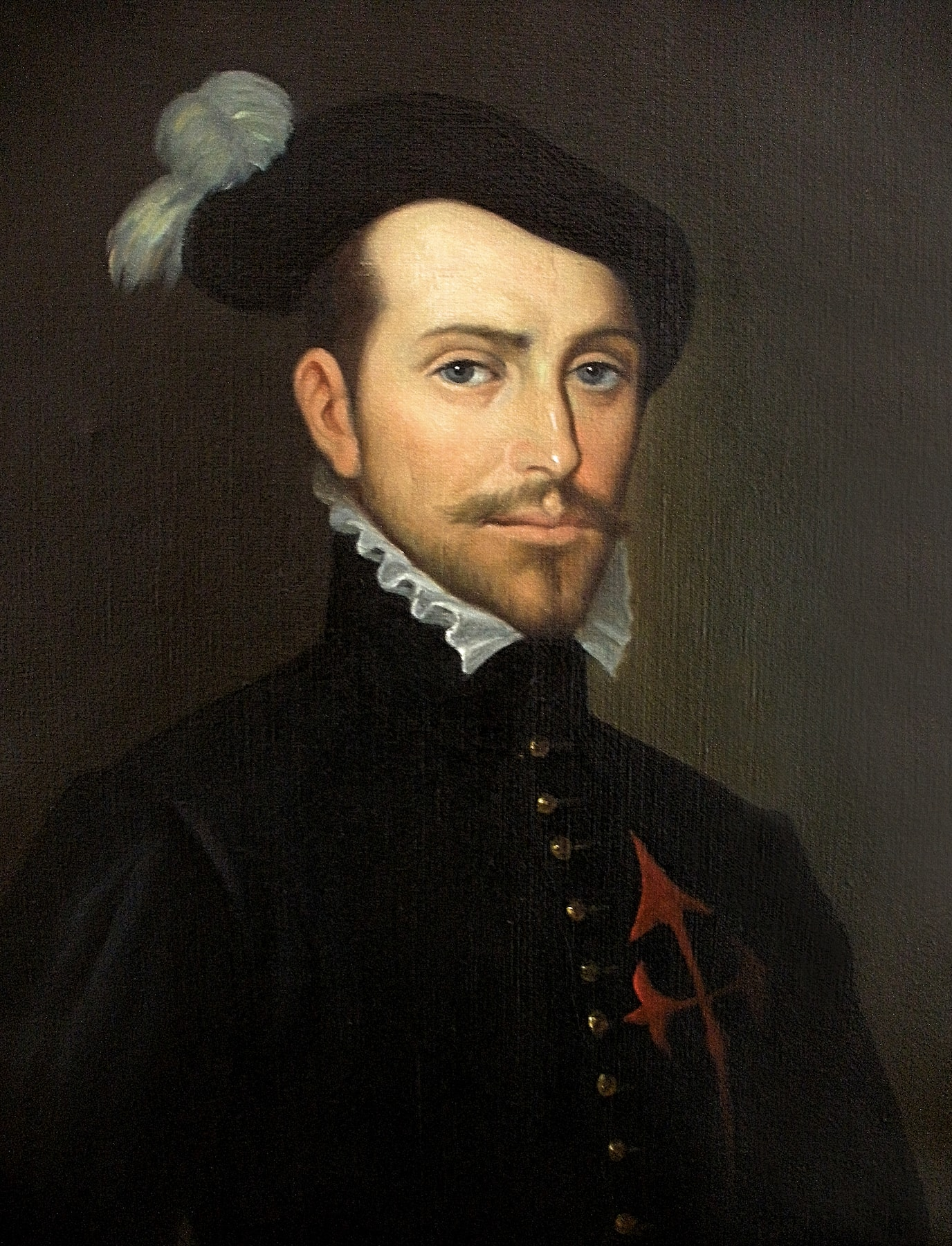
Hernán Cortés

- Las Historias de Polibio traducidas a italiano, inglés, alemán y francés.[2]
- La cultura misisipiana desaparece.
- Alfombra medallón, estilo variante estrella Ushak, Anatolia (moderno Turquía), está hecho. Ahora se guarda en el Saint Louis Art Museum.

## Acontecimientos relevantes

### Guerras y conquistas

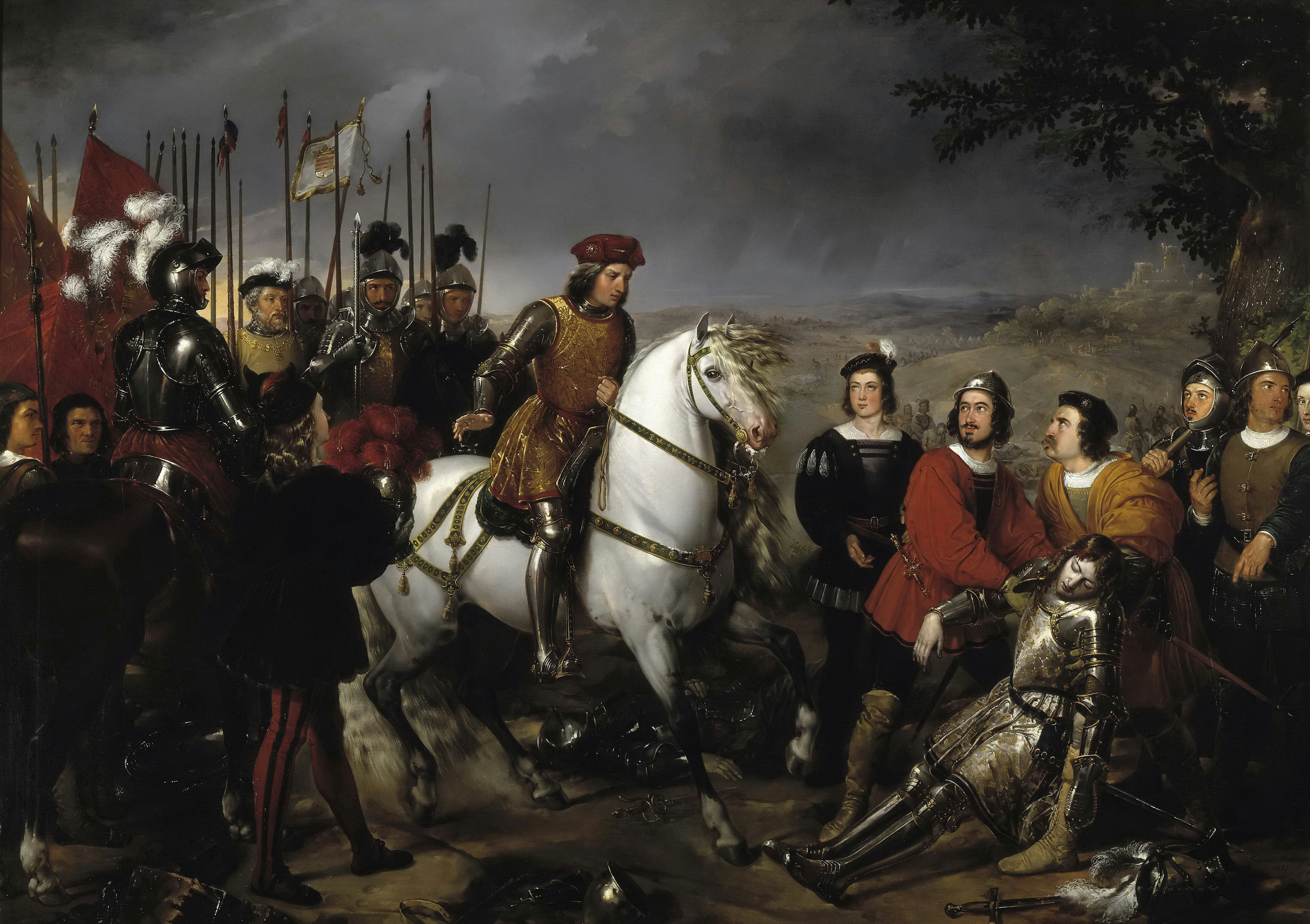
Batalla de Ceriñola: El Gran Capitán encuentra el cadáver de Louis d'Armagnac, duque de Nemours

- 1501-1504: estalla la Guerra de Nápoles entre España y Francia por el control del Reino de Nápoles.
- 1503: el imperio español derrota a Francia en la batalla de Ceriñola, considerada la primera batalla donde se usaron armas de fuego.
- 1506: Polonia es invadida por los tártaros de Crimea.
- 1509: Portugal vence en la batalla de Diu a una flota de otomanos, venecianos y mamelucos.
- 1512: el reino de Navarra peninsular es ocupado por los reinos de Castilla y Aragón.
- 1513: Vasco Núñez de Balboa descubre el océano Pacífico y lo bautiza con el nombre de "Mar del Sur".
- 1516: Juan Díaz de Solís descubre el actual Uruguay y el Río de la Plata, lo que le costó su vida.
- 1516-1517: los otomanos derrotan a los mamelucos y se hacen con el control de Egipto y Arabia.
- 1519: piratas otomanos bajo el mando del almirante Barbarroja arrasan el sur de Francia.
- 1519-1521: Hernán Cortés conquista el Imperio azteca.
- 1520-1566: el Imperio otomano llega a su cénit.
- 1521: Belgrado es capturada por los otomanos.
- 1522: Rodas es capturada por los otomanos.
- 1523: Suecia se establece como reino independiente tras la Unión de Kalmar.
- 1525: el Imperio español y el Sacro Imperio Romano-Germánico vencen a Francia en la batalla de Pavía donde el propio rey Francisco I cae prisionero por Antonio de Leyva.
- 1526: el Imperio otomano vence a Hungría en la batalla de Mohács donde fallece el propio rey Luis II de Hungría.
- 1527: se produce el Saqueo de Roma por tropas del emperador Carlos V. Saco de Roma Saqueo de Roma por las fuerzas de Carlos I de España.

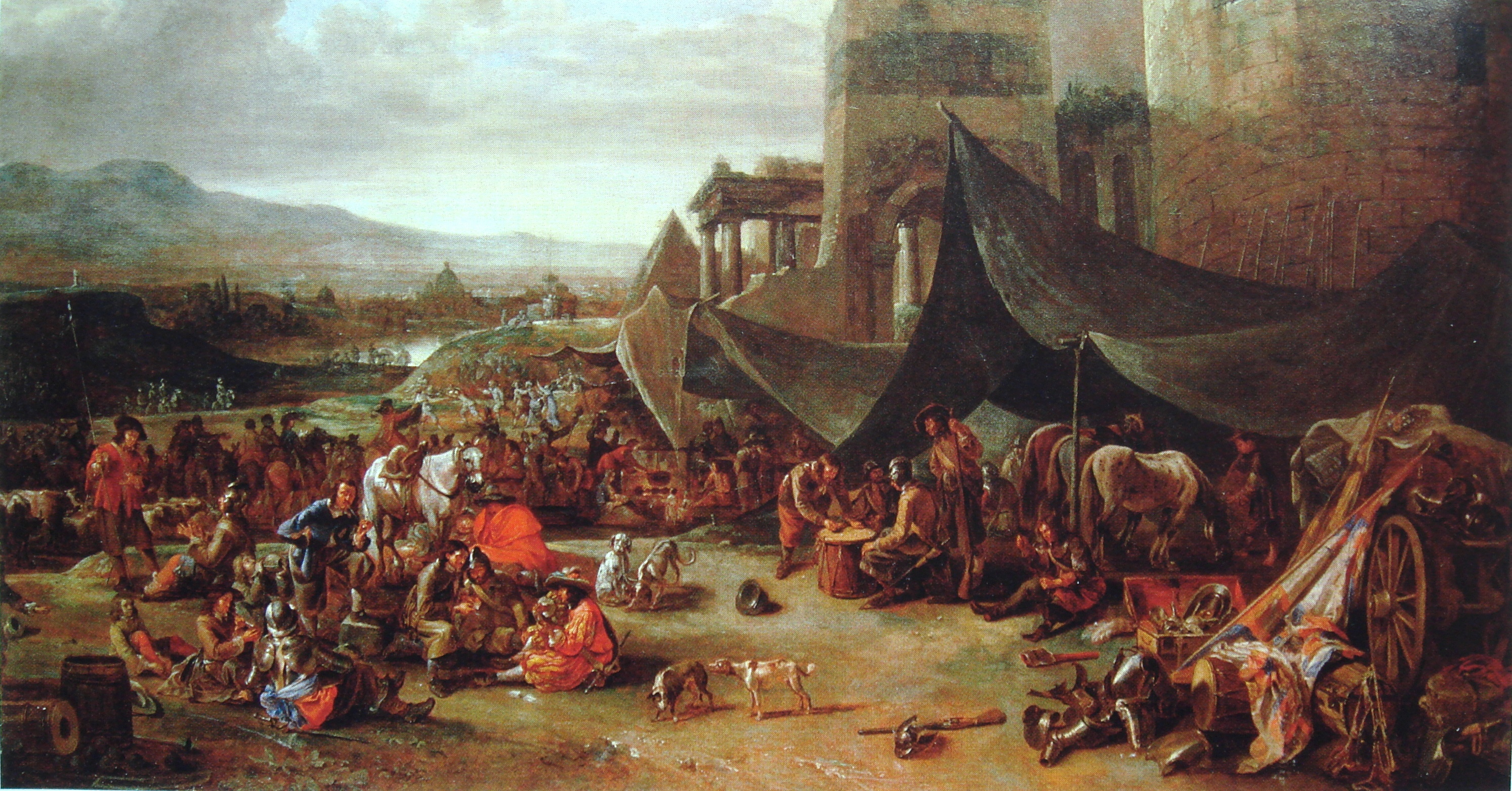
Saco de Roma Saqueo de Roma por las fuerzas de Carlos I de España.

- 1529: tropas del Imperio español, del Sacro Imperio Romano Germánico y del Reino de Bohemia derrotan al Imperio Otomano en el decisivo Sitio de Viena.
- 1529: mediante el Tratado de Zaragoza, las Filipinas quedan bajo control del Imperio español y las Molucas, bajo control de Portugal.

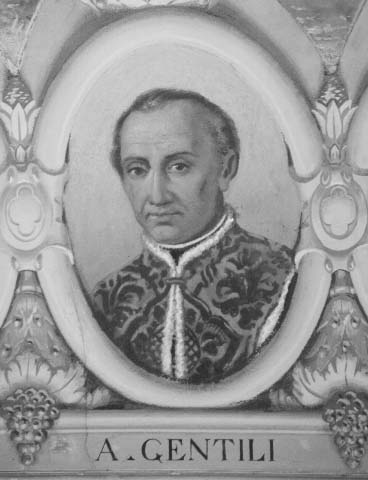
Dr Alberico Gentili, el padre del derecho internacional.

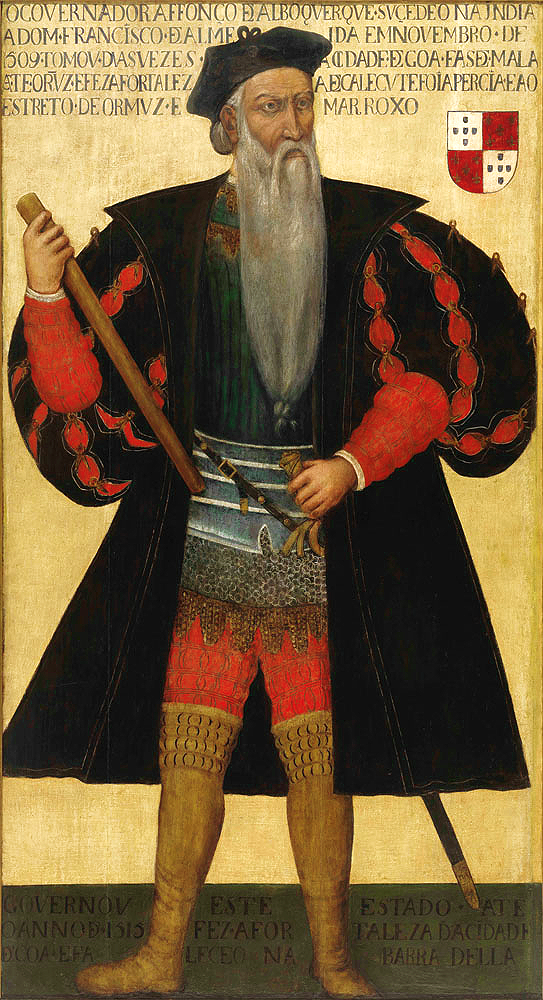
Afonso de Albuquerque

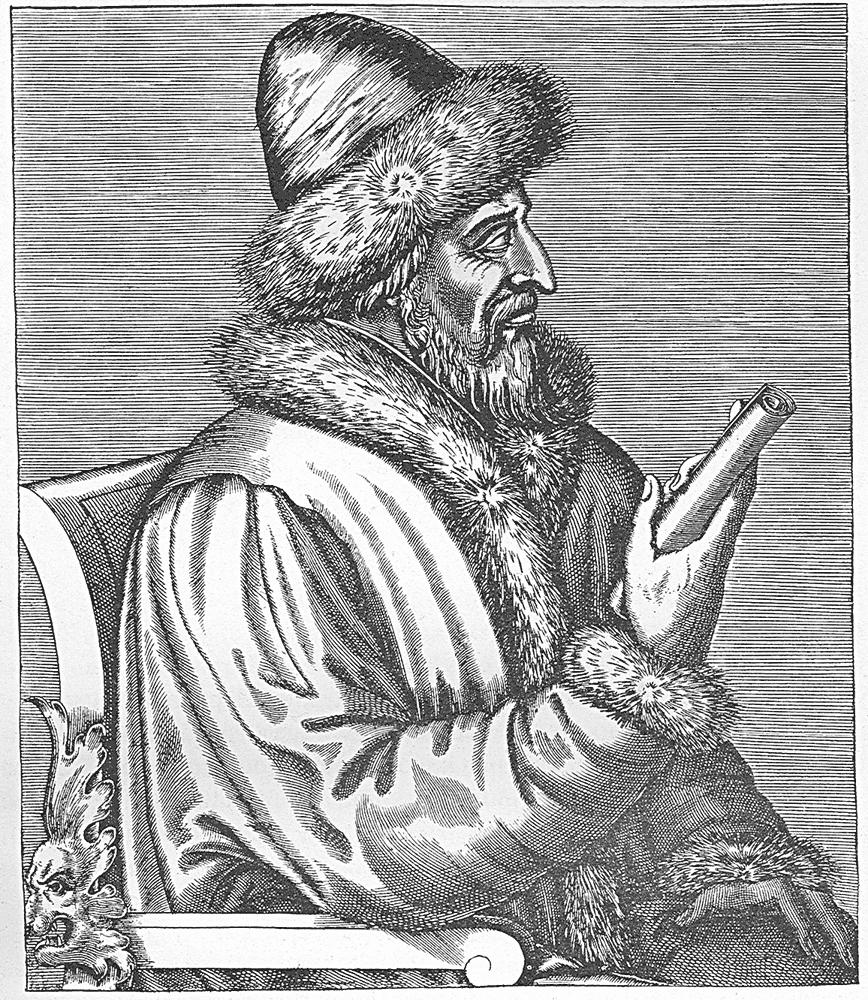
Vasili III, gran duque de Moscú por André Thévet.

- 1529-1532: guerra civil en el Imperio inca entre Huáscar y su medio hermano Atahualpa.
- 1532-1533: Francisco Pizarro inicia la conquista del Imperio incaico.
- 1534: los otomanos capturan Bagdad.
- 1535: los ejércitos del emperador Carlos V conquistan Túnez.
- 1536: se inicia la Guerra de Arauco.
- 1537 se funda  la ciudad de Asunción.
- 1537-1539: Gonzalo Jiménez de Quesada inicia la conquista de la Confederación muisca.
- 1538: una flota otomana derrota a una flota hispano-veneciana en la batalla de Preveza.
- 1540-1551: se desarrolla la rebelión indígena conocida como Guerra del Mixtón en el territorio de la Nueva España.
- 1541: en Argelia fracasa una invasión militar del rey español Carlos V.
- 1544: Francia derrota a un ejército germano-español en la batalla de Cerisoles.
- 1547-1600: se desarrolla la Guerra Chichimeca como producto de la expansión de la Nueva España hacia el norte para hacerse con los recursos mineros de la región.
- 1547: el emperador Carlos V vence a la Liga de Esmalcalda en la batalla de Mühlberg.
- 1547: es coronado Iván IV de Rusia, siendo el primer zar de la historia de Rusia.

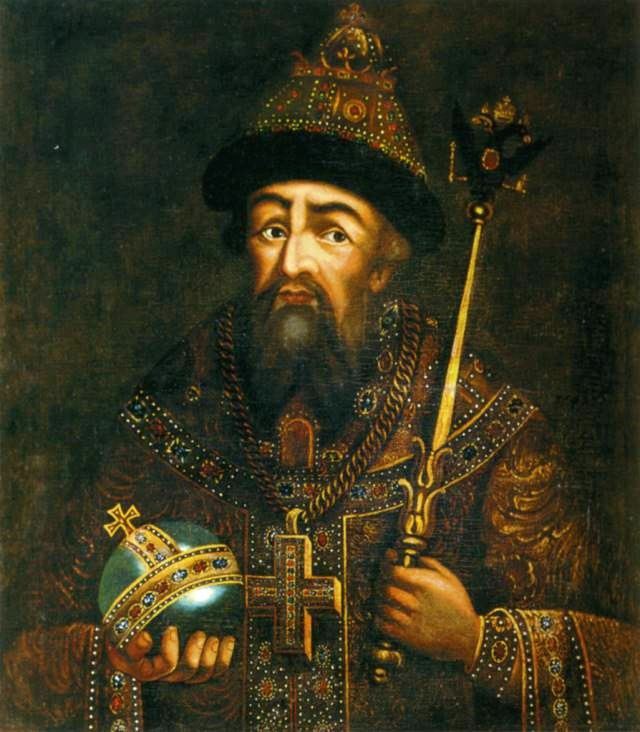
Retrato de Iván el Terrible

- 1550: los mongoles invaden China y sitian Pekín.

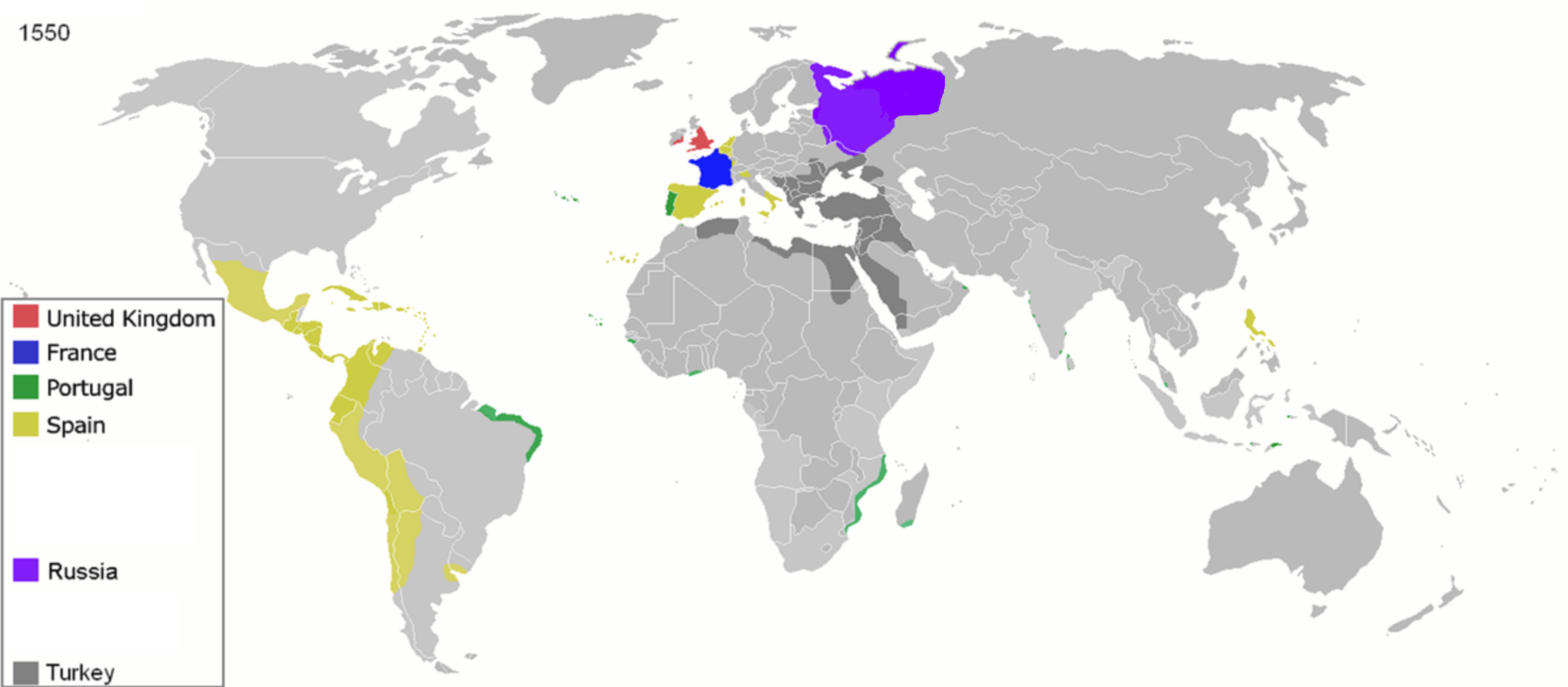
Algunas potencias europeas en 1550.

- 1552: Rusia conquista el kanato de Kazán.
- 1553: María I de Inglaterra se convierte en la reina de Inglaterra, sucediendo a su padre, Enrique VIII.
- 1556: Rusia conquista el kanato de Astracán.
- 1556: Akbar el Grande derrota al Sultán de Bengal en la Segunda batalla de Panipat

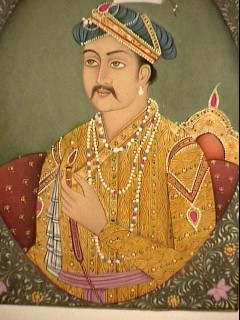
Akbar el Grande

- 1556 - 1605: Durante su reinado, Akbar expande el Imperio mogol en una serie de conquistas (en el subcontinente indio).
- 1556: Mir Chakar Khan Rind capturado Delhi con el Emperador Humayun
- 1557: El Imperio español derrota al ejército francés en la batalla de San Quintín

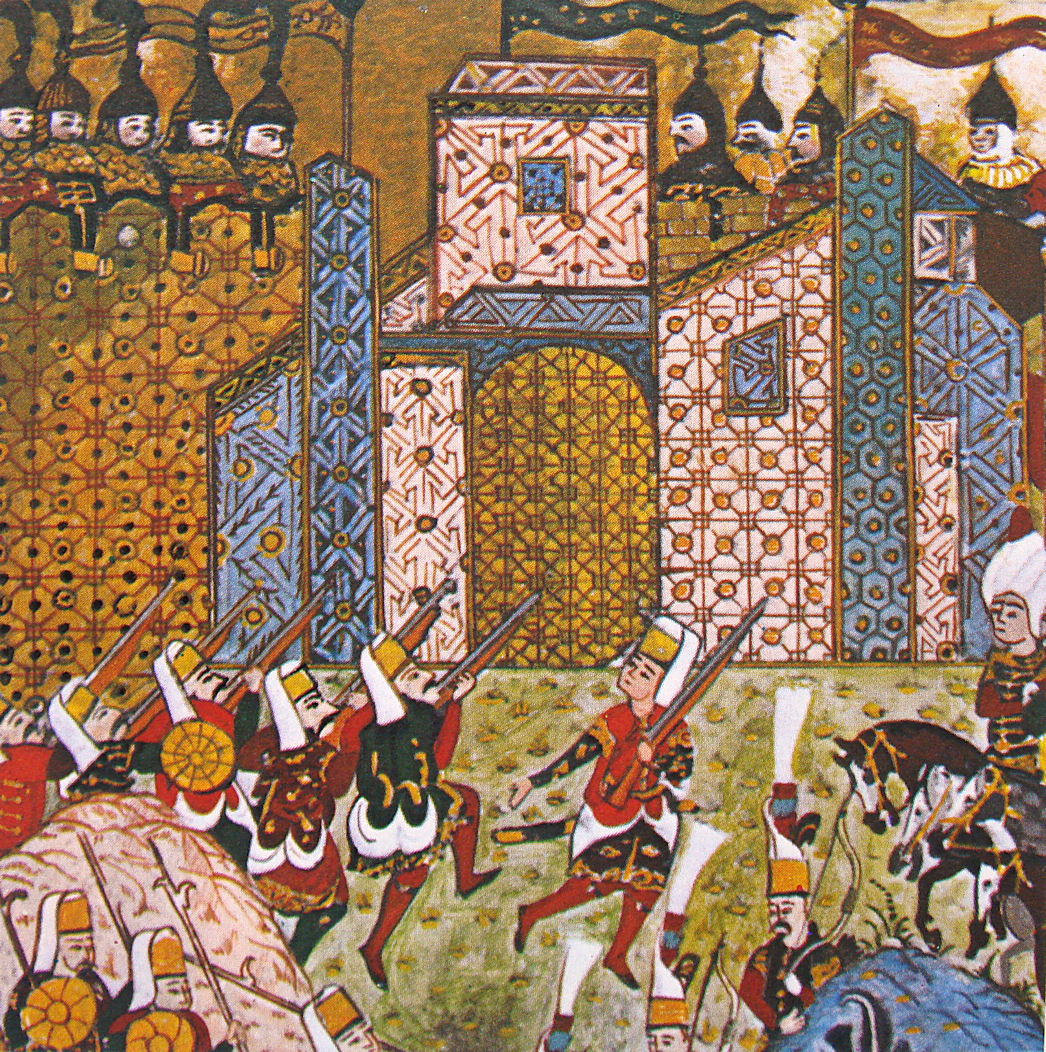
Arma-blandiendo Imperio otomano jenízaros y defendiendo Caballeros de San Juan en el Sitio de Rodas en 1522, de un manuscrito otomano.

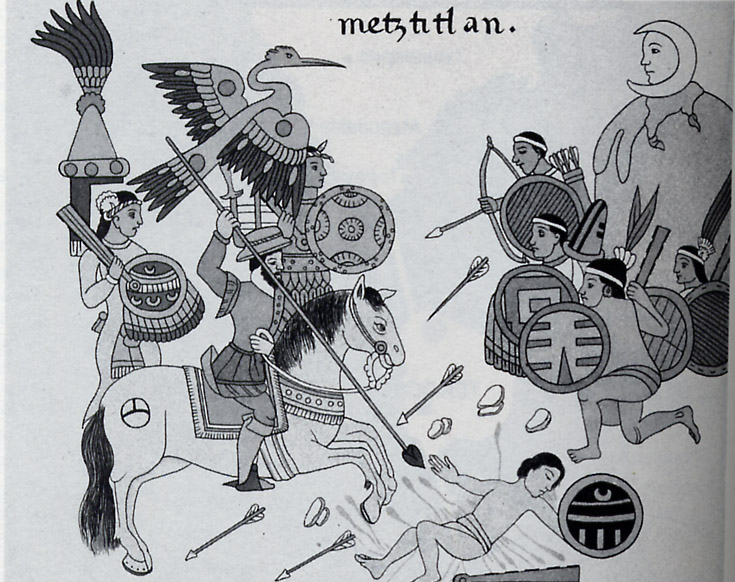
Los conquistadores españoles con sus aliados tlaxcaltecas luchando contra los otomís de Metztitlán en el México actual, un códice del.

- 1558: el reino de Inglaterra pierde la ciudad de Calais a manos de Francia, que llevaba 200 años bajo su control.
- 1558: Francia recupera la ciudad de Calais, que llevaba 200 años bajo el control de Inglaterra.
- 1560: en la batalla de Los Gelves, una flota otomana vence a una flota hispano-veneciana.
- 1560: en Japón, Oda Nobunaga se hace con el control de todo el país.
- 1565: los caballeros Hospitalarios, apoyados por el Imperio español vencen a los otomanos en el Sitio de Malta

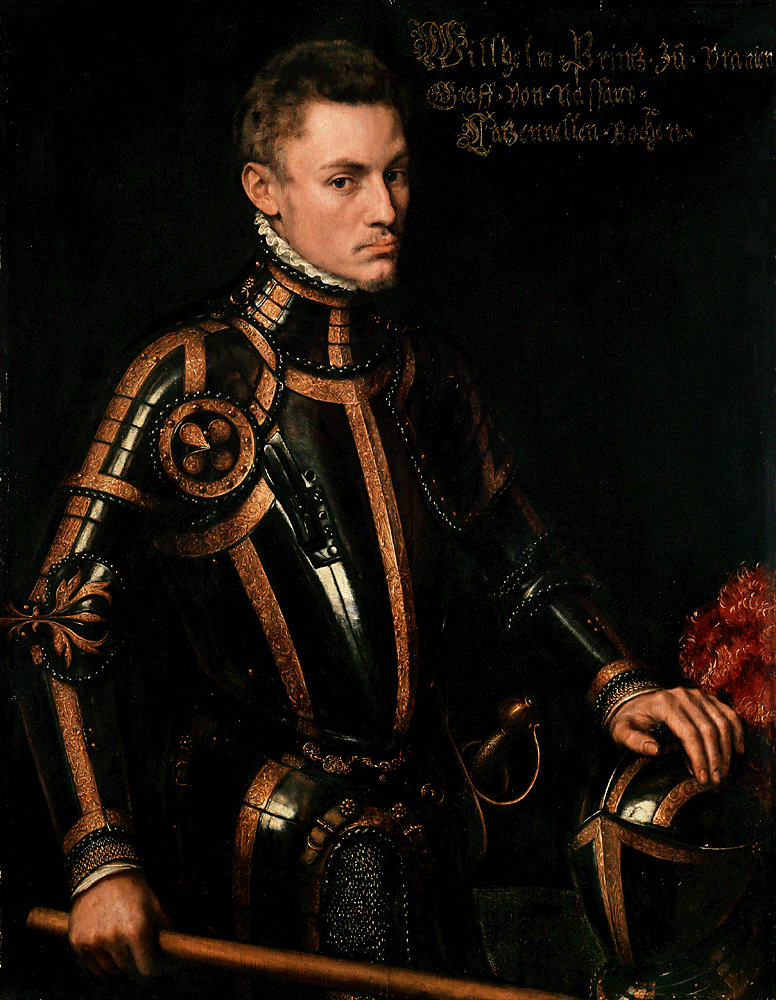
Guillermo el Silencioso

- 1568-1648: en los Países Bajos se produce la guerra de los Ochenta Años, donde las Provincias Unidas se independizarán del dominio español.
- 1569: se crea la República de las Dos Naciones con la Unión de Lublin.
- 1571: la flota de la Liga «Santa» vence a la flota otomana en la batalla de Lepanto.La Batalla de Lepanto

La Batalla de Lepanto

- 1571: los tártaros de Crimea toman y saquean Moscú, quemando todo excepto el Kremlin.
- 1572: Francisco de Toledo finaliza la conquista del Imperio inca con el asesinato de Túpac Amaru ID
- Fernando Álvarez de Toledo.

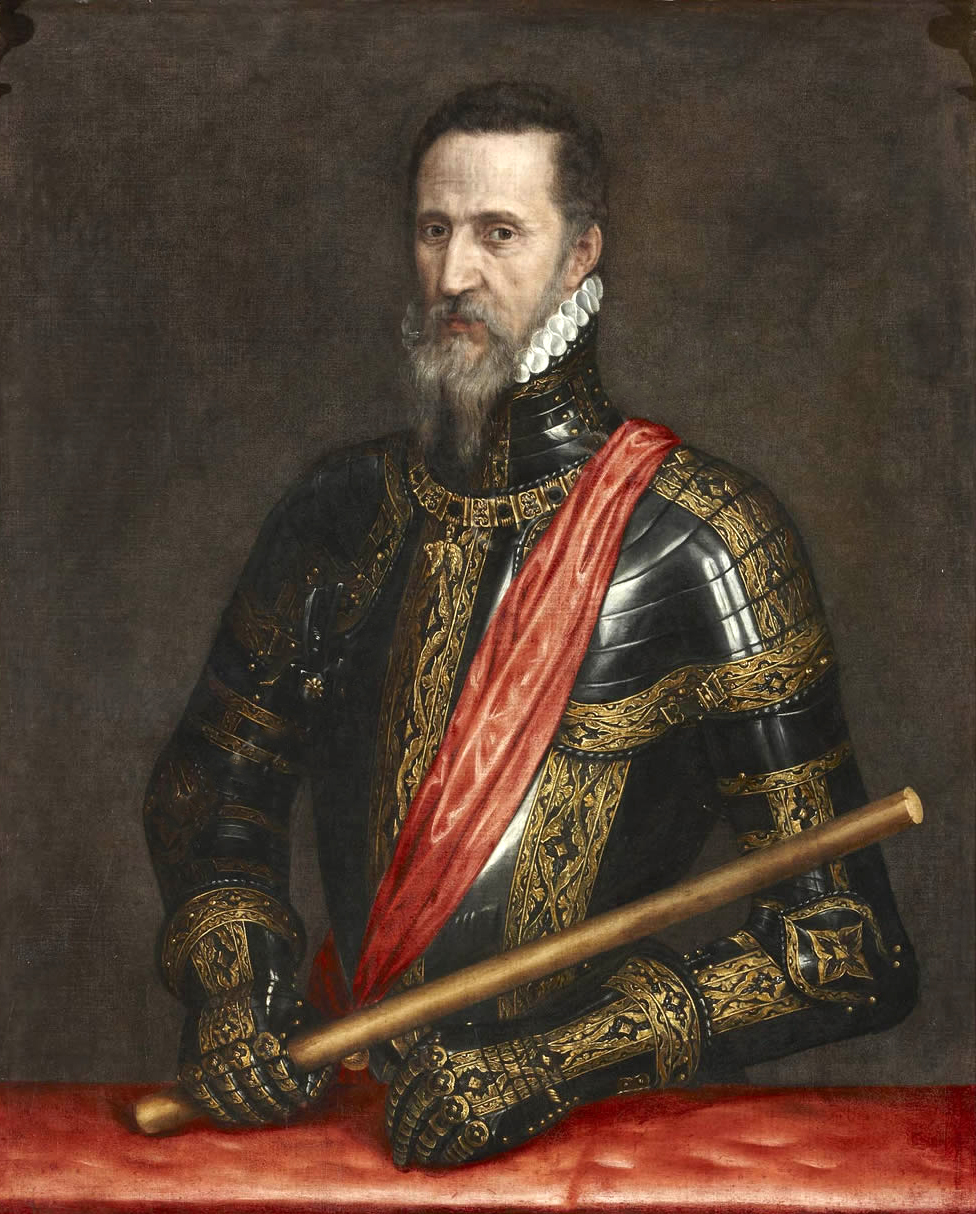
Fernando Álvarez de Toledo

- 1573: finaliza el asedio de Haarlem con victoria española.
- 1574: los rebeldes neerlandeses resisten en el asedio de Leiden.
- 1576: los Tercios españoles se amotinan en Aalst, se dirigen a Amberes y la saquean, por la falta de pagos.
- 1578: el rey de Portugal, Sebastián I de Portugal, muere en la batalla de Alcazarquivir.
- 1579: por la Unión de Utrecht se oficializan las Provincias Unidas de los Países Bajos.
- 1580: la Corona española y portuguesa se unifican en Felipe II.
- 1584-1585: los Tercios españoles asedian Amberes, y finaliza con una gran victoria para las armas españolas.
- 1585-1604: se produce la Guerra anglo-española que finalizará con el Tratado de Londres.
- 1588: se produce el desastre de la Armada Invencible, con lo que fracasa el plan español por el cual se pretendía que los tercios invadieran Inglaterra y destronaran a Isabel I.
- 1592-1598: Corea rechaza dos invasiones japonesas con la ayuda de China.
- 1600: Se produce la Batalla de Sekigahara, que inicia el Período Edo en Japón con dominio de los Tokugawa.

### Ciencia y tecnología
- 1543: Nicolás Copérnico publica De revolutionibus, en la que propone la teoría heliocéntrica.
- 1553: Miguel Servet publica La Restitución del cristianismo libro que le llevaría a morir en la hoguera.
- 1600: Ejecución de Giordano Bruno por herejía en Roma.

### Religión
- 1517: inicio de la reforma protestante por Martín Lutero (95 tesis).
- 1527: comienza la Reforma Protestante en Suecia.
- 1531: en el cerro del Tepeyac, México se aparece Nuestra Señora de Guadalupe a San Juan Diego, comenzando así la evangelización de la Nueva España.
- 1531-32: la iglesia de Inglaterra rompe con el papado romano y proclama al rey Enrique VIII cabeza de la Iglesia anglicanaHans Holbein el Joven, c. 1536 - 1537, Enrique VIII, Rey de Inglaterra y Irlanda.

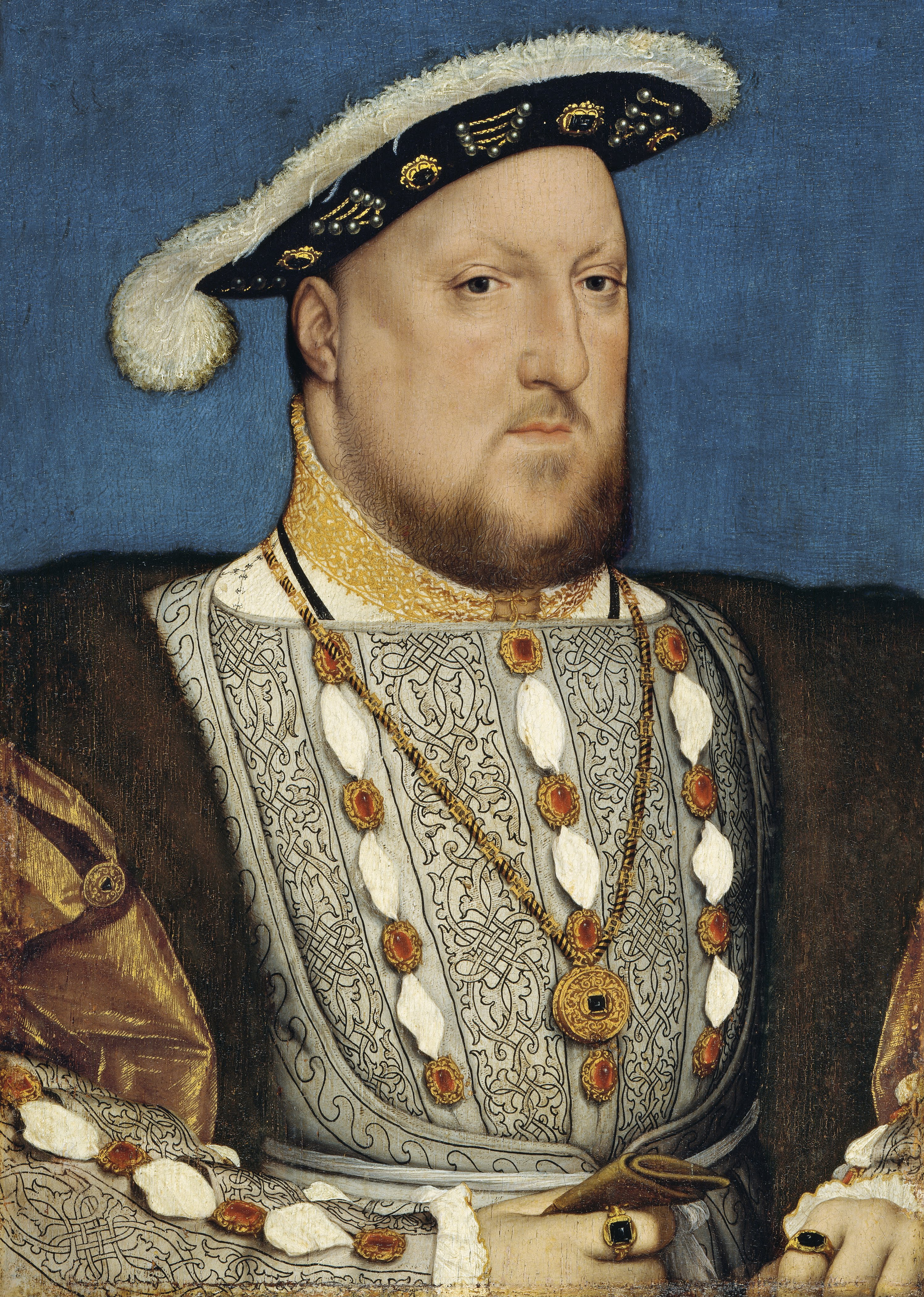
Hans Holbein el Joven, c. 1536 - 1537, Enrique VIII, Rey de Inglaterra y Irlanda.

- 1543: comienzo de la Contrarreforma: "Concilio de Trento"
- 1562-1598: se producen las guerras de religión de Francia entre católicos y protestantes, conocidos como hugonotes.
- 1571: el papa Pío V crea la Liga Santa encabezada por España y conformada por Venecia, Malta y los Estados PontificiosLa caída de Spanish Armada

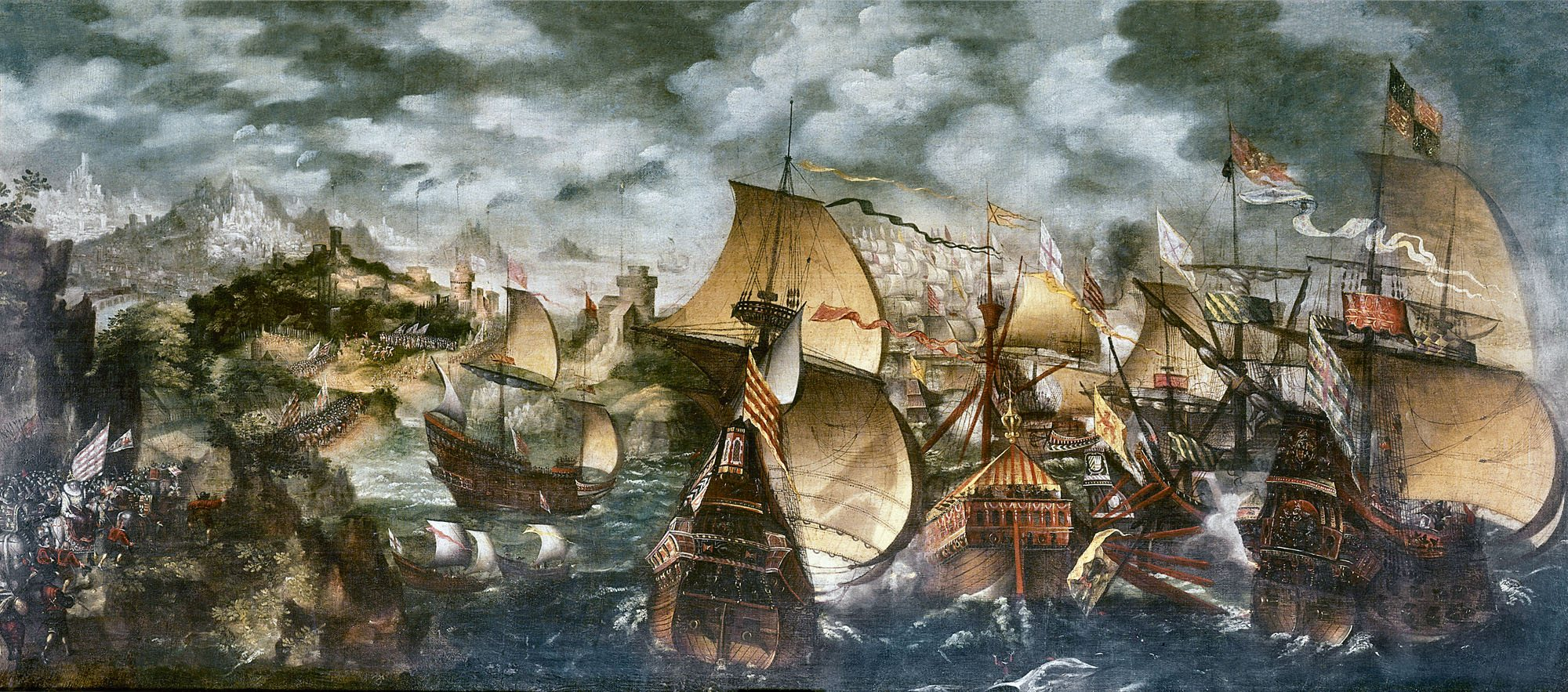
La caída de Spanish Armada

- 1589: en Quito, Ecuador, aparece por primera vez Nuestra Señora del Buen Suceso a la Madre Mariana de Jesús Torres y Berriochoa Archivado el 2 de abril de 2019 en Wayback Machine., religiosa concepcionista y una de las fundadoras del Real Monasterio de la Limpia Concepción de Quito.
- 1598: el Edicto de Nantes pone fin a las guerras de religión de Francia.

### Desastres
- 1507: una epidemia de viruela causa estragos en la isla de La Española.
- 1556: se produce el terremoto de Shaanxi, el más mortífero de la historia reciente, muriendo 830.000 personas.
- 1563: una plaga arrasa Inglaterra, mueren 80.000 personas.
- 1570: Iván el Terrible ordena la masacre de los habitantes de Nóvgorod.

### Cultura
- 1502: se constatan las primeras presencias de esclavos africanos en América.
- 1503: Leonardo da Vinci comienza a trabajar en su famoso cuadro La Mona Lisa, que acabará tres años después.
- 1506: muere Cristóbal Colón en Valladolid.
- 1508-1512: Miguel Ángel pinta la Capilla Sixtina
- 1513: Maquiavelo escribe su novela El Príncipe dedicada a César Borgia.
- 1513: los portugueses llegan a Honduras.
- 1519: la Expedición de Magallanes-Elcano zarpa de Sanlúcar de Barrameda.

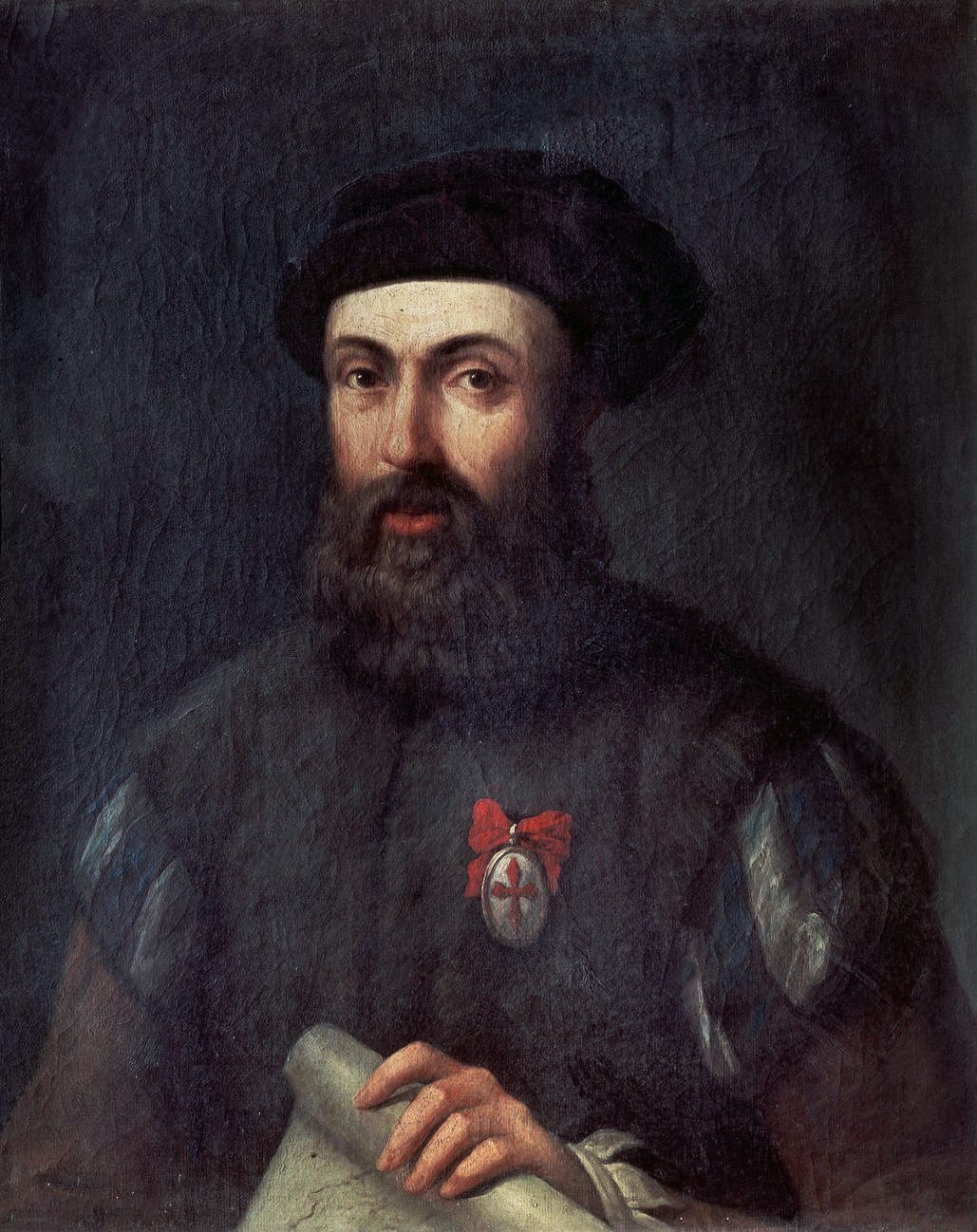
Fernando Magallanes dirigió la primera expedición que circunnavegó el mundo en 1519-1522.

- 1521: Fernando de Magallanes llega a Filipinas y muere ese mismo año.
- 1522: Juan Sebastián Elcano termina la primera circunnavegación exitosa del planeta.
- 1533: Pedro de Heredia funda la ciudad de Cartagena de Indias.
- 1535: Francisco Pizarro funda la ciudad de Lima.
- 1538: Gonzalo Jiménez de Quesada funda la ciudad de Bogotá.
- 1541: el río Amazonas es descubierto por Francisco de Orellana.
- 1541: Pedro de Valdivia funda la ciudad de Santiago de Chile.
- 1550-1556: se publica el libro de viajes de Giovanni Battista Ramusio en Venecia.
- 1554: se publica el Lazarillo de Tormes.
- 1554: misioneros portugueses fundan la ciudad de São Paulo en Brasil.
- 1556: los conquistadores españoles inician las procesiones de Semana Santa en Popayán.
- 1563-1584: inicio y finalización de la obra del Monasterio de El Escorial.
- 1577-1580: Francis Drake da la vuelta al mundo.
- 1582: el papa Gregorio XIII instaura el calendario gregoriano (creado por los matemáticos de su corte) en sustitución del calendario juliano que creó Julio César.
- 1597: se escribe la primera Ópera en Florencia por Jacopo Peri
- 1597: se publica Romeo y Julieta por William Shakespeare

A este período se le llama siglo de los genios, por aparecer los tres grandes artistas: Leonardo da Vinci, Rafael y Miguel Ángel.

## Personas relevantes

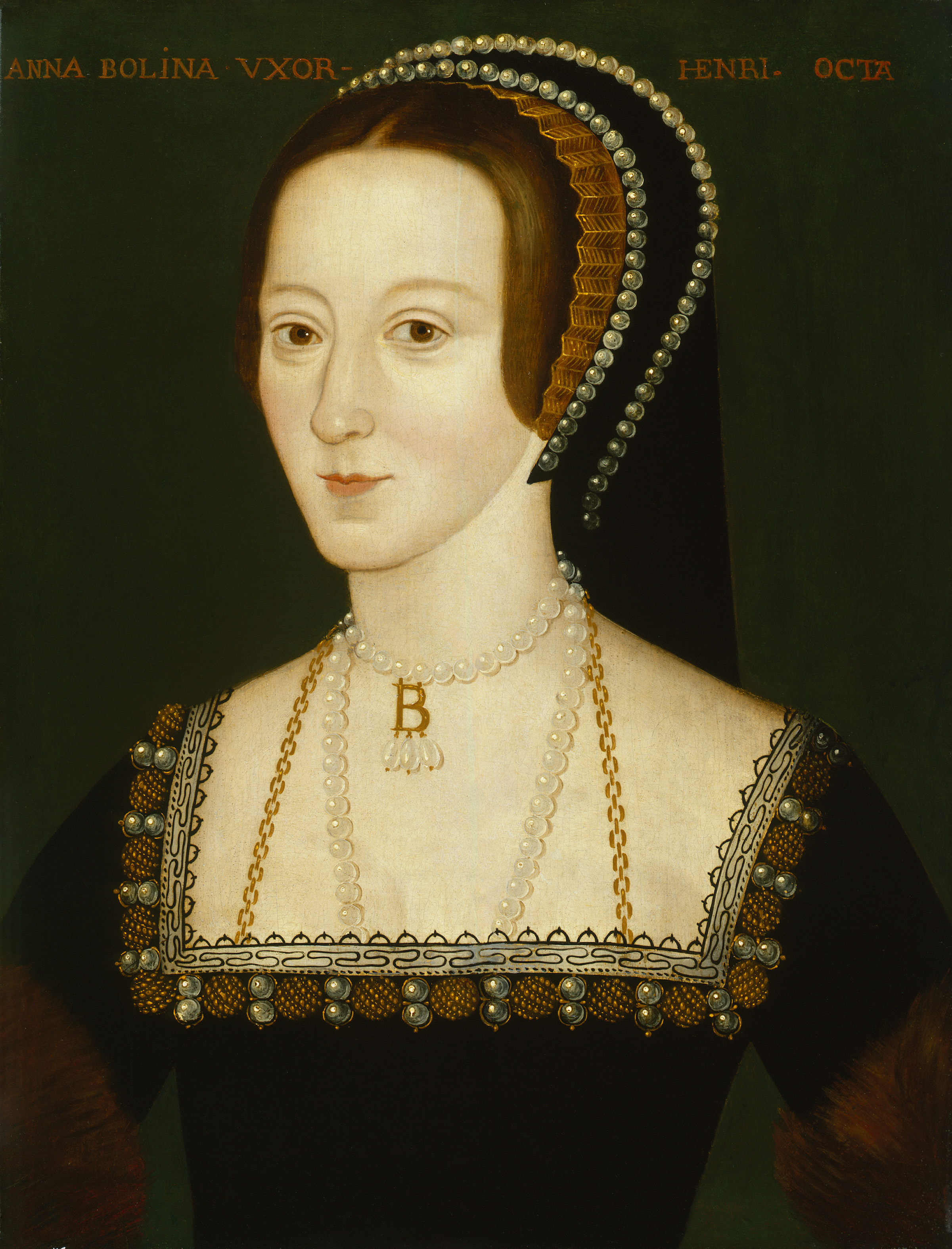
Ana Bolena, llamada «la reina consorte más influyente e importante que Inglaterra ha tenido nunca»

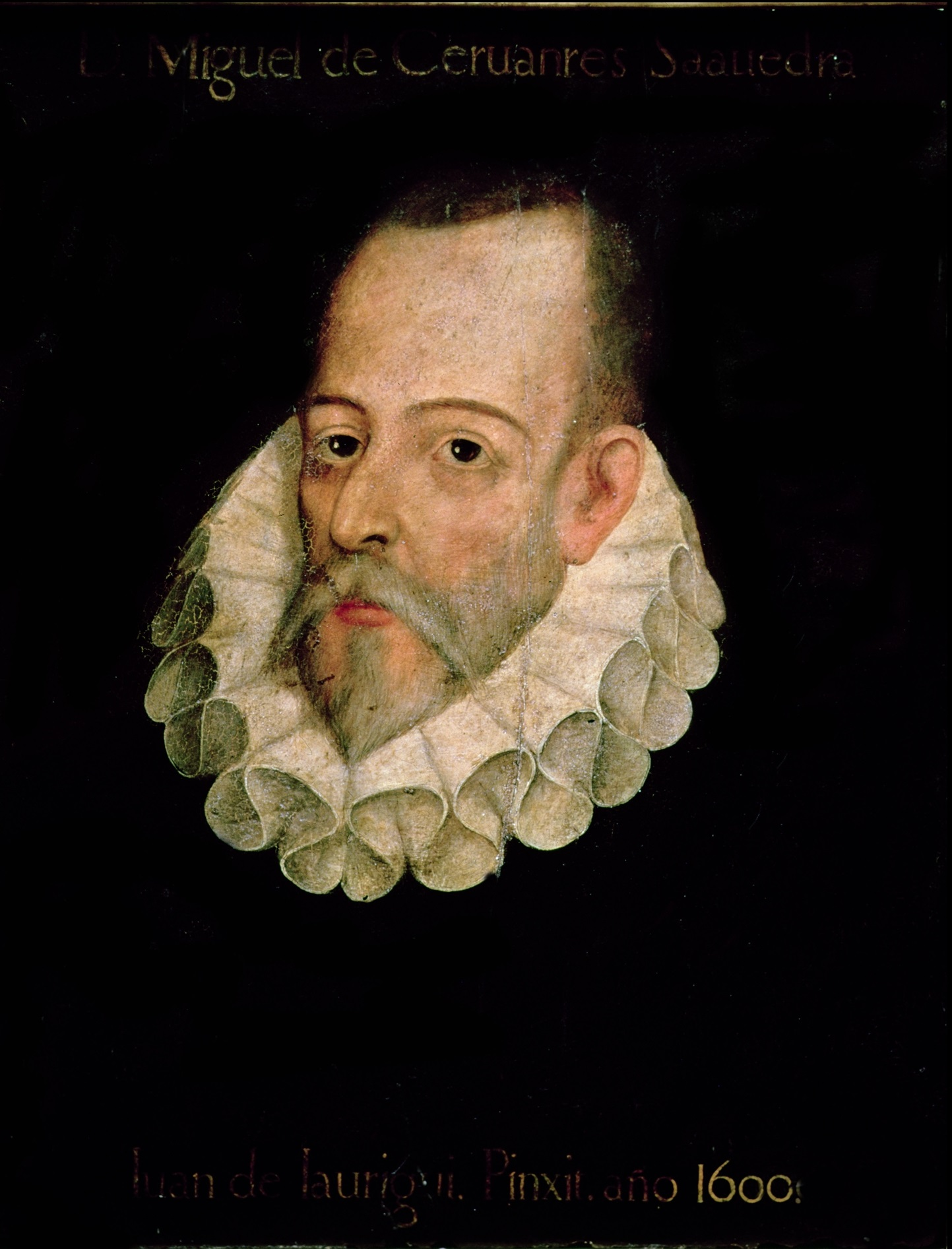
Miguel de Cervantes.

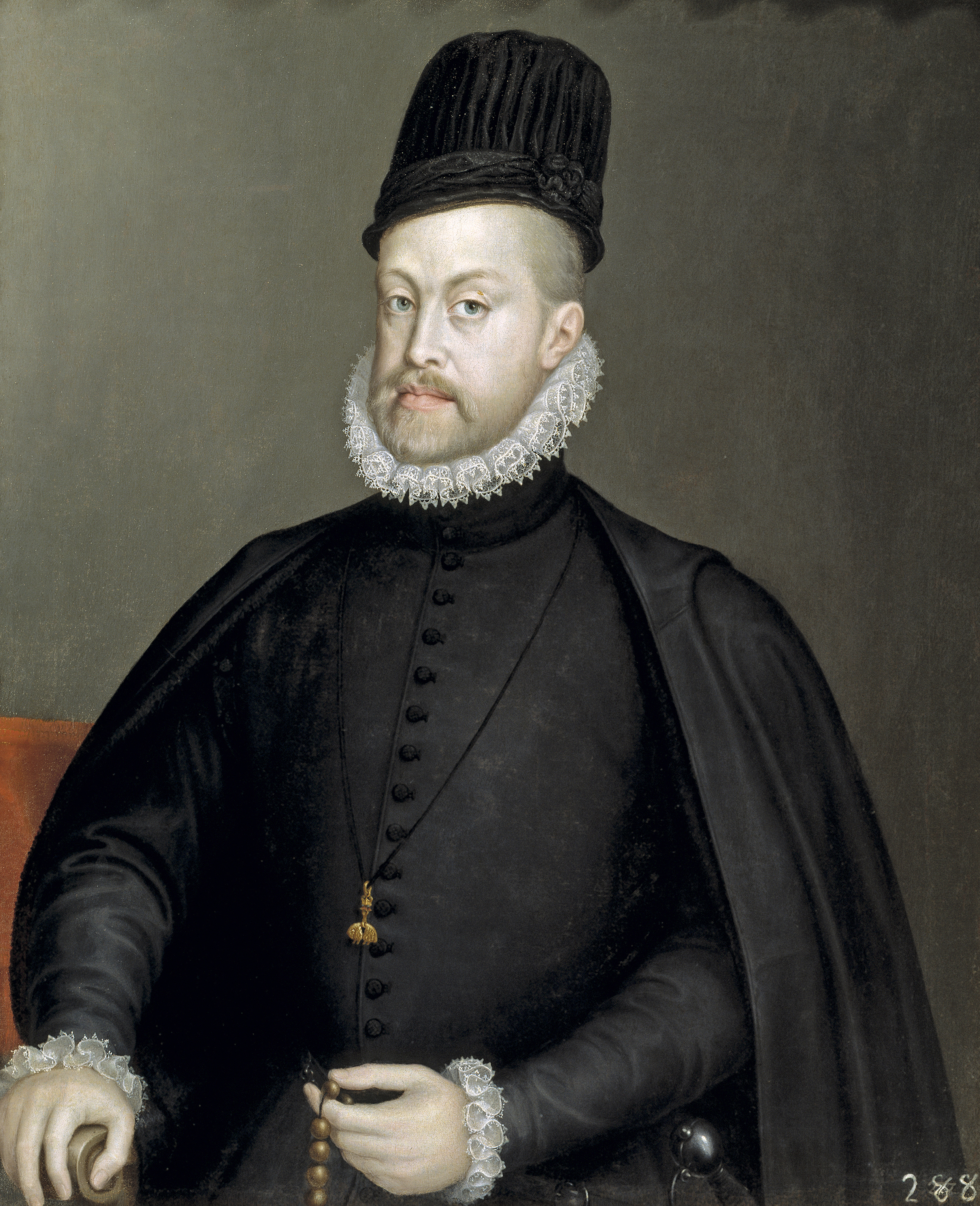
Felipe II.

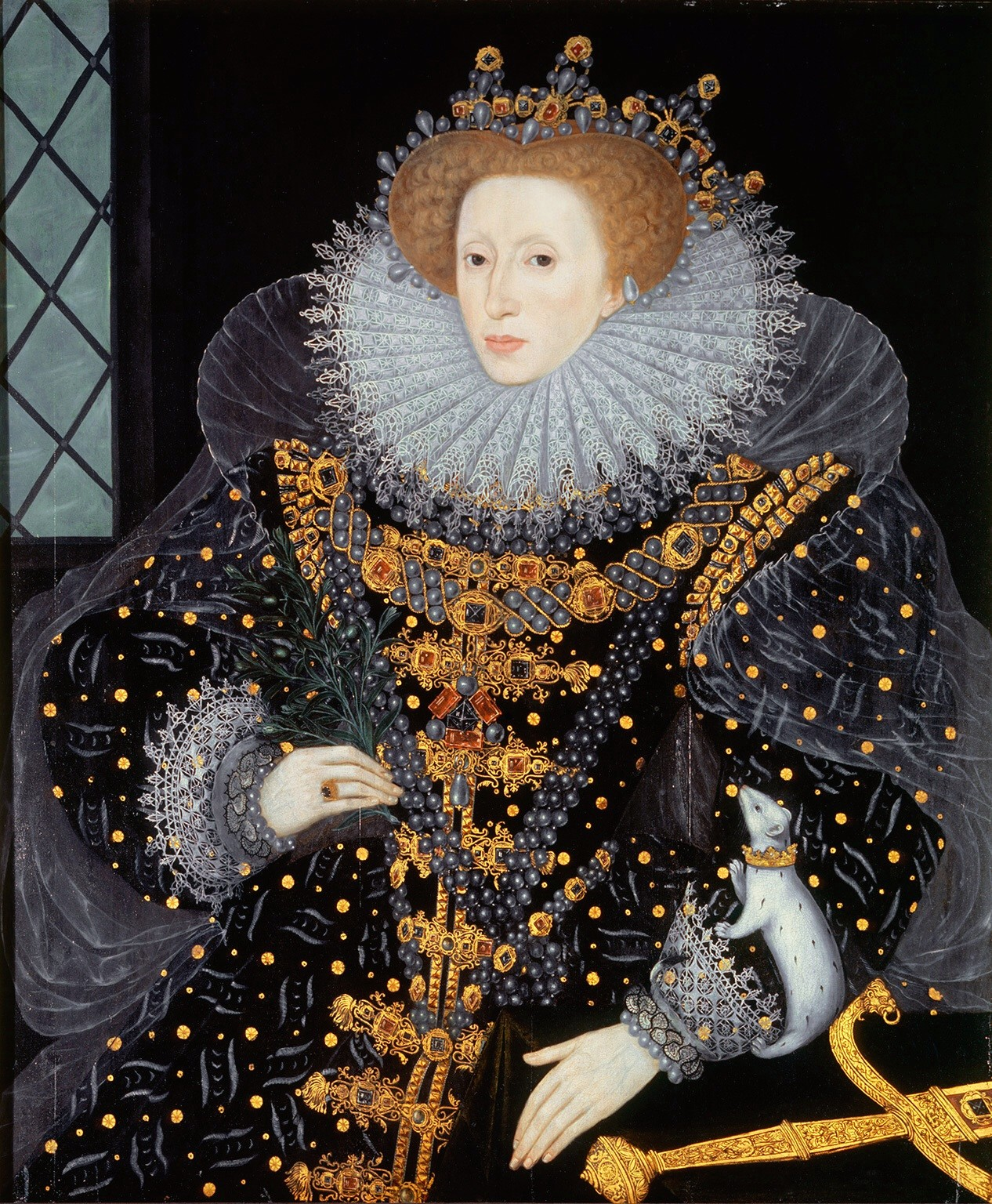
Isabel I de Inglaterra.

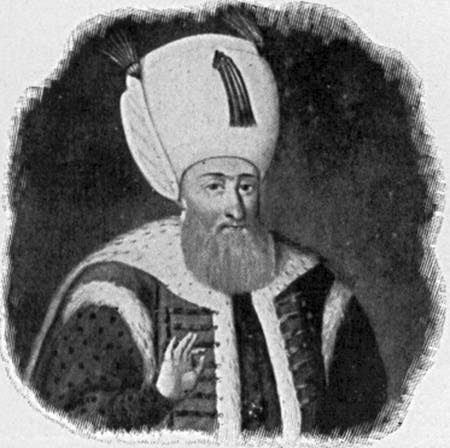
Solimán I, apodado «Solimán el Magnífico».

- Alberto Durero (1471-1528): pintor y escritor alemán del Renacimiento.
- Alejandro Farnesio (1545-1592): duque de Parma, gran militar, diplomático y gobernador de los Países Bajos.
- Alejandro VI (1431-1503): papa n.º 214 de la Iglesia católica.
- Ana Bolena (1501-1536): reina consorte de Inglaterra, esposa de Enrique VIII, primera reina en ser ejecutada.
- Andrés Vesalio (1514-1564): anatomista flamenco.
- Caravaggio (1571-1610): pintor italiano, máximo exponente de la pintura barroca.
- Carlos I de España y V del Sacro Imperio Romano Germánico (1500-1558): emperador del Sacro Imperio Romano Germánico y rey de España.
- Catalina de Médici (1519-1589): reina consorte de Francia por su matrimonio con Enrique II de Francia y posterior regente de Francia.

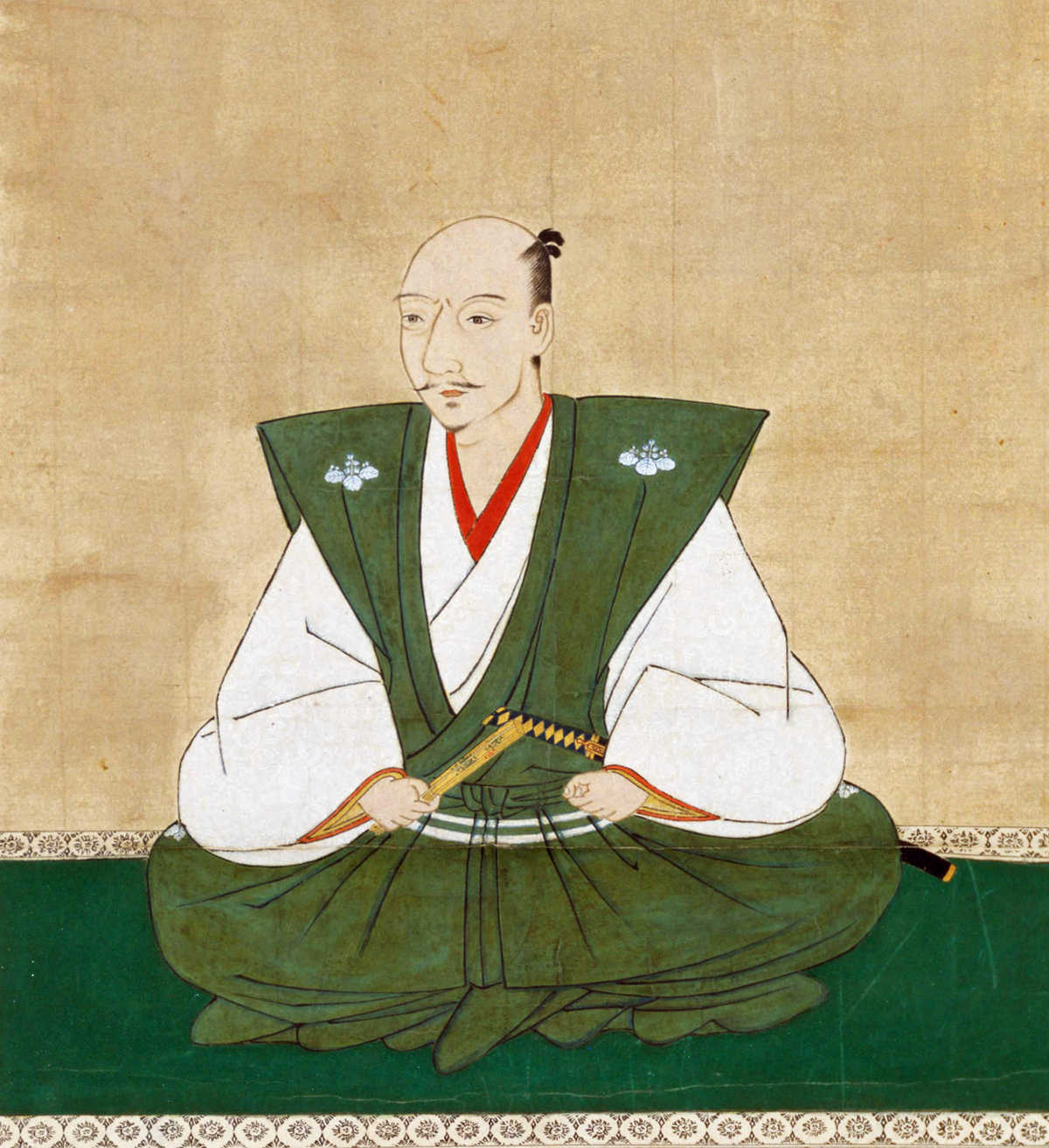
Oda Nobunaga.

- César Borgia (1475-1507): capitán general del ejército papal.
- Christopher Marlowe (1564-1593): poeta, dramaturgo y traductor inglés.

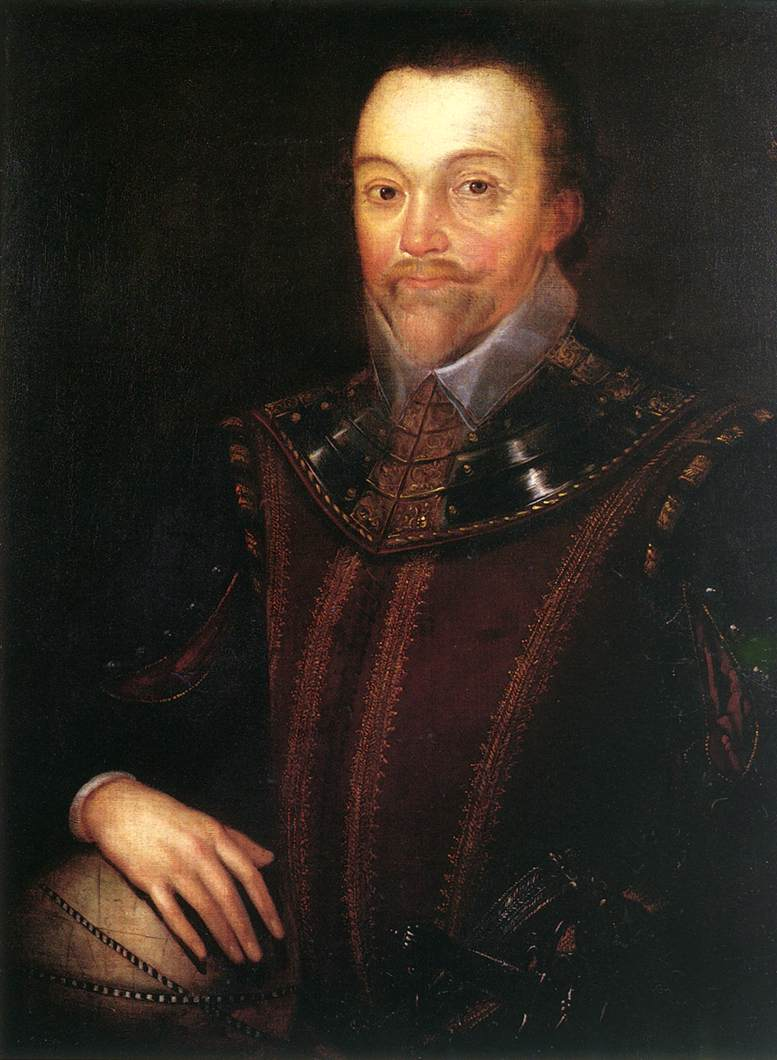
Sir Francis Drake.

- Malinalli (1501-1551): intérprete, estratega y pareja de Hernán Cortés conquistador del Imperio Azteca.
- Cuauhtémoc (1502-1523): último tlatoani (soberano) del Imperio Azteca.
- Cosiiopii II (1502-1563): último coquitao (soberano) del Reino de Zaachila.
- Eduardo VI de Inglaterra (1537-1553): rey de Inglaterra e Irlanda, siguió con las reformas de la Iglesia Anglicana.
- El Greco (1541-1614): pintor español del Renacimiento de origen griego.
- Enrique IV de Francia (1553-1610): rey de Francia y Navarra.
- Enrique VIII de Inglaterra (1491-1547): rey de Inglaterra e Irlanda, se estableció como cabeza de la Iglesia Anglicana.
- Erasmo de Róterdam (1466-1536): teólogo, filósofo y humanista neerlandés.
- Felipe II de España (1527-1598): rey del Imperio español y rey consorte de Inglaterra.
- Fernando de Magallanes (1480-1521): navegante y explorador portugués.
- Francis Bacon (1561-1626): escritor, filósofo y político inglés.
- Francisco I de Francia (1494-1547): rey de Francia.
- Francis Drake (1540-1596): explorador y corsario inglés.
- Francisco de Orellana (1511-1546): explorador español, descubridor del río Amazonas.
- René Descartes (1596-1650): filósofo racionalista.
- Francisco Pizarro (1475-1541): explorador español, conquistador del Imperio inca.
- Francisco Vázquez de Coronado (1510-1554): explorador español, famoso por buscar El Dorado.
- Galileo Galilei (1564-1642): astrónomo, filósofo, matemático y físico italiano.
- Gerardo Mercator (1512-1594): cartógrafo de origen flamenco.
- Giordano Bruno (1548-1600): filósofo, astrónomo y escritor italiano, acusado de herejía por la Iglesia católica.
- Giovanni da Verrazzano (1485-1528): navegante y explorador florentino.
- Giovanni Battista Ramusio (1485-1557): geógrafo y escritor veneciano.
- Hans Holbein el Joven (1497-1543): pintor alemán, maestro del retrato.
- Hernán Cortés (1485-1547): militar y explorador español, conquistador del Imperio azteca.
- Ignacio de Loyola (1491-1556): religioso y teólogo español, fundador de la Compañía de Jesús.
- Isabel I de Inglaterra (1533-1603): reina de Inglaterra, su reinado se denominó la Época isabelina.
- Ismail I (1487-1524): Sah de Irán.
- Iván IV de Rusia (1530-1584): zar de Rusia, conocido con el apodo de «Iván el Terrible».
- Jacques Cartier (1491-1557): navegante y explorador francés, descubridor de Canadá.
- John Knox (1514-1572): sacerdote, líder de la Reforma Protestante en Escocia y fundador del presbiterianismo.
- Johannes Kepler (1571-1630): astrónomo, científico y matemático alemán.
- Juan Calvino (1509-1564): teólogo francés, fundador del calvinismo.
- Juan Ponce de León (1460-1521): militar y explorador español, descubridor de la Florida.
- Juan Sebastián Elcano (1476-1526): navegante español, primer hombre en dar la vuelta al mundo.
- Lautaro (1534-1557) jefe militar mapuche.
- Lope de Vega (1562-1635): poeta y dramaturgo español.
- Luís de Camões (1524-1580): escritor y poeta portugués.
- Manuel I de Portugal (1469-1521): rey portugués.
- María I de Escocia (1542-1587): reina de Escocia, reina consorte de Francia, conocida como María reina de Escocia decapitada por Isabel I de Inglaterra.
- María I de Inglaterra (1516-1558): reina inglesa, y reina consorte de España.
- Martín Lutero (1483-1546): reformista religioso de origen germano.
- Michel de Montaigne (1533-1592): escritor, filósofo, humanista y político francés.
- Miguel Ángel (1475-1564): pintor, arquitecto y escultor italiano renacentista.
- Miguel de Cervantes (1547-1616): militar, escritor y poeta español.
- Miguel el Valiente (1558-1601): príncipe de Valaquia, Transilvania y Moldavia.
- Musashi Miyamoto (1584?-1645): uno de los más famosos guerreros del Japón feudal.
- Nicolás Copérnico (1473-1543): astrónomo polaco.
- Nicolás Maquiavelo (1469-1521): escritor, filósofo y diplomático italiano.
- Nostradamus (1503-1566): médico y astrólogo, autor de profecías.
- Oda Nobunaga (1534-1582): daimyō del período Sengoku en Japón.
- Pieter Brueghel el Viejo (1525-1569): pintor originario del ducado de Brabante.
- Pío V (1504-1572): papa y santo italiano.
- Rafael (1483-1520): pintor y arquitecto italiano.
- Solimán el Magnífico (1494-1566): sultán del Imperio otomano, durante su gobierno el imperio llegó a su apogeo.
- Suatmarama (siglo XV-XVI), escritor religioso indio.
- Tintoretto (1518-1594): pintor veneciano.
- Tiziano (1477-1576): pintor italiano del Renacimiento.
- Thomas Hobbes (1588-1679): filósofo y teórico del absolutismo político.
- Tomás Moro (1478-1535): escritor, teólogo y político inglés.
- Toyotomi Hideyoshi (1537-1598): daimyō de Japón durante el período Sengoku.
- Vasco Núñez de Balboa (1475-1519): militar y explorador español.
- William Shakespeare (1564-1616): escritor y poeta inglés.